# Yaakobishvili Áron
Yaakobishvili Áron (Budapest, 2006. március 6.– ) magyar korosztályos válogatott labdarúgó-kapus. A La Liga 2-ben szereplő FC Andorra játéoksa kölcsönben az Barcelona csapatától.

## Pályafutása

### Klubcsapatokban

#### Barcelona
Yaakobishvili 2018 óta a Barcelona utánpótlás csapatainak a játékosa. 2023. október 11-én a brit The Guardian országos napilapnál felkerült a legígéretesebb 2006-ban született labdarúgók listájára.
Korábban Magyarországon a Baráti Bőrlabda csapatánál kezdett el focizni, utána több évig a Budapest, 13. kerületben működő ASI Dinamó egyesületénél volt, majd onnan átkerült az MTK-ba. Ott egy szezont töltött, mielőtt Barcelonába költöztek a családjával, ahol egy évig az Atlétic Sant Just korosztályos csapatában focizott. Ott figyelt fel rá a Barca, és hívta el egy három napos próbajátékra, aminek a végén jelezték, hogy szeretettel várják a következő szezontól.
2023. november 25-én szerepelt először a felnőttcsapat keretében, egy Rayo Vallecano elleni bajnokin, pályára azonban nem lépett. 2024. szeptember 27-én játszotta élete első profi mérkőzését, a Barcelona Atlètic csapatában, a harmadosztályban.
2025. május 9-én magyar játékos 2028 júniusáig meghosszabbította szerződését az FC Barcelonával. A katalán klub honlapján az alábbiakat írták a magyar kapusról: „Miután az ifjúsági időszaka véget ért, Yaakobishvili Áron még legalább három idényre az FC Barcelonánál marad, a Barca Atlètic (a felnőtt B-csapat – a szerk.) lesz a végső ugródeszkája, mielőtt remélhetőleg belép a profi futball világába.”

#### FC Andorra(kölcsönben)
2025. július 15-én a spanyol másodosztályba feljutó klub kölcsönbe szerződtette a 2025–2026-os szezonra.

### A válogatottban
2022 októberében először kapott meghívót az U17-es válogatottba, Belvon Attila szövetségi edzőtől. A bemutatkozására 2022. október 16-án, egy spanyolok elleni felkészülési mérkőzésen került sor (0–2). 2023. májusában tagja volt a hazai rendezésű U17-es Európa-bajnokságon pályára lépő magyar válogatottnak. Yaakobishvili mindhárom csoportmérkőzést végigjátszotta.
2025. május 21-én Szélesi Zoltán beválogatta az U21-es csapatba, az albánok és az osztrákok elleni felkészülési mérkőzésre.

## Családja
Yaakobishvili Budapesten született zsidó szülők gyermekeként, édesanyja magyar, édesapja grúz (izraeli állampolgár is). Bátyja, Yaakobishvili Antal, szintén magyar utánpótlás válogatott labdarúgó, akivel jelenleg csapattársak az FC Andorra csapatánál.

## Statisztika

### Klubcsapatokban
2025. augusztus 17-i állapot szerint.
| Klub                    | Szezon         | Bajnokság          | Bajnokság | Bajnokság | Kupa  | Kupa  | Nemzetközi | Nemzetközi | Egyéb | Egyéb | Összesen | Összesen |
| Klub                    | Szezon         | Liga               | Mérk.     | Gólok     | Mérk. | Gólok | Mérk.      | Gólok      | Mérk. | Gólok | Mérk.    | Gólok    |
| ----------------------- | -------------- | ------------------ | --------- | --------- | ----- | ----- | ---------- | ---------- | ----- | ----- | -------- | -------- |
| Barcelona Atlètic       | 2024–25        | Primera Federación | 3         | 0         | —     | —     | —          | —          | —     | —     | 3        | 0        |
| FC Andorra (kölcsönben) | 2025–26        | La Liga 2          | 1         | 0         | 0     | 0     | —          | —          | —     | —     | 1        | 0        |
| Teljes karrier          | Teljes karrier | Teljes karrier     | 4         | 0         | —     | —     | —          | —          | —     | —     | 4        | 0        |

## Sikerei, díjai
Barcelona U19
- UEFA Ifjúsági Liga-győztes (1): 2024–25